# Coplan (série télévisée)
Coplan est une série télévisée française en six épisodes de 90 minutes, créée d'après la série de romans Francis Coplan de Paul Kenny et diffusée entre le 16 avril 1989 et 1991 sur Antenne 2.

## Synopsis
Ces téléfilms retracent six missions de l'agent Francis Coplan, membre de la DGSE. Les lieux des dites missions sont souvent exotiques (pour un public français). Chaque épisode débute par un problème visant directement ou indirectement la sécurité de la France ou ses Services secrets. FX-18 est alors convoqué chez le Vieux, chef de son service. S'ensuivent des aventures où se croisent traîtres et femmes fatales...

## Distribution
- Philippe Caroit : Coplan
- Pierre Dux : Monsieur Pascal
- Patachou : Lucia Munin
- Ruddy Rodríguez : Myra
- Isabelle Renauld : Beate

## Équipe technique
- Réalisation : Gilles Béhat (1 épisode, 1989), Yvan Butler (1 épisode, 1989), Peter Kassovitz (1 épisode, 1989) et Philippe Toledano et (1 épisode, 1989).
- Scénarios : Paul Kenny (2 épisodes, 1989-1991) et Philippe Madral (2 épisodes, 1989)
- Musique originale : Angélique Nachon (1 épisode, 1991)

## Épisodes
1. Coups durs
2. L'Ange et le Serpent
3. Le Vampire des Caraïbes
4. Vengeance à Caracas
5. Coplan et la filière argentine
6. Retour aux sources